# Шолце (Торино)
Шолце (итал. Sciolze) је насеље у Италији у округу Торино, региону Пијемонт.
Према процени из 2011. у насељу је живело 307 становника. Насеље се налази на надморској висини од 417 м.

## Становништво
Према резултатима пописа становништва 2011. у општини је живело 1.513 становника.
| 1931. | 1936. | 1951. | 1961. | 1971. | 1981. | 1991. | 2001. | 2011. |
| ----- | ----- | ----- | ----- | ----- | ----- | ----- | ----- | ----- |
| 1.012 | 960   | 915   | 757   | 659   | 1.049 | 1.375 | 1.437 | 1.513 |